# Katie Wallack
Pour les articles homonymes, voir Katie et Wallack.
Katie Wallack est une actrice, réalisatrice, scénariste et productrice américaine.

## Filmographie

### Comme actrice
- 2007 : Plural (court métrage) : Sarah Green
- 2008 : Spademeadow (court métrage) : Julia
- 2009 : My Normal : Rebecca
- 2011 : Like Crazy : Alex
- 2011 : Losing Control (en) : la malade mentale
- 2011 : The Artist : la danseuse à l'audition
- 2011 : Friends with Benefits (série télévisée) : la preneur d'essai en colère
- 2011 : Christmas with a Capital C (en) : la réceptionniste
- 2012 : Nesting : Hannah
- 2012 : Get a Job : Maya
- 2012 : Wilfred (série télévisée) : l'instructrice
- 2012 : The Kitchen : Becky
- 2012 : Lie Detector
- 2013 : After Hours (court métrage) : Emma
- 2013 : The Frozen Ground : Bobby Morehead
- 2013 : Sea Horse : Zoe
- 2013 : Guitar Hero (court métrage)
- 2014 : Enlisted (série télévisée) : Betty
- 2014 : You or a Loved One : Teresa
- 2014 : Type Cast (court métrage) : Katie
- 2014 : CollegeHumor Originals (série télévisée) : la tante
- 2015 : Limbo (court métrage) : Angel
- 2015 : The Dazzling Darling Sisters (court métrage) : une fille de la choral
- 2015 : The Morning After (court métrage) : Megan
- 2015 : Restitution (court métrage) : Bethany
- 2016 : 102 in Dog Years (court métrage) : Sandra
- 2017 : Nowhere Band (court métrage) : Debbie

### Comme réalisatrice
- 2014 : Type Cast (court métrage)

### Comme scénariste
- 2014 : Type Cast (court métrage)

### Comme productrice
- 2014 : Type Cast (court métrage)